# Atriplex undulata
Atriplex undulata är en amarantväxtart som först beskrevs av Horace Bénédict Alfred Moquin-Tandon, och fick sitt nu gällande namn av David Nathaniel Friedrich Dietrich. Atriplex undulata ingår i släktet fetmållor, och familjen amarantväxter. Inga underarter finns listade i Catalogue of Life.